# Gestreept goudhaantje
Het gestreept goudhaantje (Chrysolina cerealis) is een keversoort uit de familie bladkevers (Chrysomelidae). De wetenschappelijke naam van de soort werd in 1767 gepubliceerd door Linnaeus.
Het gestreept goudhaantje komt voor van Noorwegen tot in Noord-Italië, en van Wales tot aan de Oessoeri. In Wales is de kever maar op enkele plaatsen gesignaleerd, en is beschermd in het Verenigd Koninkrijk onder Schedule 5 van de Wildlife and Countryside Act, 1981.
De kever leeft op steenachtige ondergrond en legt haar eieren op gras.

## Namen
Andere namen voor deze kever zijn Regenboogbladkever of Snowdonkever.